# 필리프 쇼흐
필리프 쇼흐(독일어: Philipp Schoch, 1979년 10월 10일~)는 스위스의 전직 스노보드 선수이다. 그는 2002년 동계 올림픽과 2006년 동계 올림픽에서 평행대회전 금메달을 획득했다. 그는 동계 올림픽에서 2개의 금메달을 딴 최초의 스노보드 선수이다. 또한 세계 선수권 대회에서 은메달 2개를 획득했다.

## 개인사
형인 지몬 쇼흐 또한 스노보드 선수이다.